# Camerún en la Copa Mundial de Fútbol de 1990
La Selección de fútbol de Camerún fue una de las 24 naciones que participó en la Copa Mundial de Fútbol de 1990 celebrada en Italia.

## Clasificación

### Segunda Ronda

#### Grupo C
|         | J | G | E | P | GF | GC | GD | Pts |
| ------- | - | - | - | - | -- | -- | -- | --- |
| Camerún | 6 | 4 | 1 | 1 | 9  | 6  | +3 | 9   |
| Nigeria | 6 | 3 | 1 | 2 | 7  | 5  | +2 | 7   |
| Angola  | 6 | 1 | 2 | 3 | 6  | 7  | -1 | 4   |
| Gabón   | 6 | 2 | 0 | 4 | 5  | 9  | -4 | 4   |

| Bandera de Camerún | Bandera de Nigeria | Bandera de Angola | Bandera de Gabón |
| ------------------ | ------------------ | ----------------- | ---------------- |
| –                  | 1 – 0              | 1 – 1             | 2 – 1            |
| 2 – 0              | –                  | 1 – 0             | 1 – 0            |
| 1 – 2              | 2 – 2              | –                 | 2 – 0            |
| 1 – 3              | 2 – 1              | 1 – 0             | –                |

### Ronda Final
| Equipo 1 | Agr. | Equipo 2 | Ida | Vuelta |
| -------- | ---- | -------- | --- | ------ |
| Camerún  | 3-0  | Túnez    | 2-0 | 1-0    |

## Copa Mundial de Fútbol de 1990
Camerún participó en la primera ronda en el Grupo B, junto a Argentina, Rumania y la Unión Soviética.
En sus partidos de esta ronda, Camerún venció a Argentina (1:0) y a Rumania (2:1), pero perdió contra la Unión Soviética (0:4). 
Camerún clasificó como primera del grupo con 4 puntos (Rumania y Argentina serían las otras clasificadas).
En octavos de final, Camerún se encontró con Colombia. El partido quedó 0:0 en el tiempo reglamentario, lo que obligó a jugar tiempo extra, en el cual Camerún vencerían a los cafetaleros 2:1, avanzando así a cuartos de final.
En cuartos de final, Camerún se enfrentó con Inglaterra. En el tiempo reglamentario, los dos equipos empataron 2:2 (0:1), lo que obligó, al igual que en la ronda anterior, a jugar la prórroga de 120 minutos, en el cual Gary Lineker marcó un penalti que dejó a Camerún fuera del mundial.
La actuación de Camerún en Italia 90 ha sido la mejor lograda por esta selección en los torneos mundiales. Cabe anotar la participación de Roger Milla, longevo delantero de 38 años en aquel entonces, ya que anotó 4 goles para su equipo durante el mundial.

## Jugadores
Entrenador:  Valery Nepomnyashchy
| No. | Pos. | Jugador             | Fecha de nacimiento (edad)         | Apa. | Club               |
| --- | ---- | ------------------- | ---------------------------------- | ---- | ------------------ |
| 1   | POR  | Joseph-Antoine Bell | 8 de octubre de 1954 (35 años)     | 3    | Bordeaux           |
| 2   | DEF  | André Kana-Biyik    | 1 de septiembre de 1965 (24 años)  | 41   | Metz               |
| 3   | DEF  | Jules Denis Onana   | 12 de junio de 1964 (25 años)      | 6    | Canon Yaoundé      |
| 4   | DEF  | Benjamin Massing †  | 20 de junio de 1962 (27 años)      | 0    | Créteil            |
| 5   | DEF  | Bertin Ebwellé      | 11 de septiembre de 1962 (27 años) | 16   | Tonnerre Yaoundé   |
| 6   | DEF  | Emmanuel Kundé†     | 15 de julio de 1956 (33 años)      | 82   | Prévoyance Yaoundé |
| 7   | DEL  | François Omam-Biyik | 21 de mayo de 1966 (24 años)       | 34   | Stade Lavallois    |
| 8   | MED  | Émile Mbouh         | 30 de mayo de 1966 (24 años)       | 38   | Chênois            |
| 9   | DEL  | Roger Milla         | 20 de mayo de 1952 (38 años)       | 56   | JS Saint-Pierroise |
| 10  | MED  | Louis-Paul M'Fédé † | 26 de febrero de 1961 (29 años)    | 40   | Canon Yaoundé      |
| 11  | DEL  | Eugène Ekéké        | 30 de mayo de 1960 (30 años)       | 2    | Valenciennes       |
| 12  | DEF  | Alphonse Yombi      | 30 de junio de 1969 (20 años)      | ?    | Canon Yaoundé      |
| 13  | DEF  | Jean-Claude Pagal   | 15 de septiembre de 1964 (25 años) | 0    | La Roche Vendée    |
| 14  | DEF  | Stephen Tataw †     | 31 de marzo de 1963 (27 años)      | 29   | Tonnerre Yaoundé   |
| 15  | MED  | Thomas Libiih       | 17 de noviembre de 1967 (22 años)  | 0    | Tonnerre Yaoundé   |
| 16  | POR  | Thomas N'Kono       | 20 de julio de 1956 (33 años)      | 57   | Espanyol           |
| 17  | DEF  | Victor N'Dip        | 20 de agosto de 1967 (22 años)     | 16   | Canon Yaoundé      |
| 18  | DEL  | Bonaventure Djonkep | 20 de agosto de 1961 (28 años)     | 49   | Union Douala       |
| 19  | MED  | Roger Feutmba       | 31 de octubre de 1968 (21 años)    | 0    | Union Douala       |
| 20  | MED  | Cyrille Makanaky    | 28 de junio de 1965 (24 años)      | 0    | Toulon             |
| 21  | MED  | Emmanuel Maboang    | 27 de noviembre de 1968 (21 años)  | 0    | Canon Yaoundé      |
| 22  | POR  | Jacques Songo'o     | 17 de marzo de 1964 (26 años)      | 38   | Toulon             |

## Resultados

### Grupo B
| Pos. | Equipo          | Pts. | PJ | G | E | P | GF | GC | Dif. | Clasificación               |
| ---- | --------------- | ---- | -- | - | - | - | -- | -- | ---- | --------------------------- |
| 1    | Camerún         | 6    | 3  | 2 | 0 | 1 | 3  | 5  | −2   | Avanza a la Siguiente Ronda |
| 2    | Rumania         | 4    | 3  | 1 | 1 | 1 | 4  | 3  | +1   | Avanza a la Siguiente Ronda |
| 3    | Argentina       | 4    | 3  | 1 | 1 | 1 | 3  | 2  | +1   | Avanza a la Siguiente Ronda |
| 4    | Unión Soviética | 3    | 3  | 1 | 0 | 2 | 4  | 4  | 0    |                             |

 Fuente: FIFA
Criterios de clasificación: 
| 8 de junio de 1990 | Argentina | 0–1     | Camerún        | San Siro, Milán                                            |                                                            |
|                    |           | Reporte | Omam-Biyik 67' | Asistencia: 73,780 espectadores Árbitro(s): Michel Vautrot | Asistencia: 73,780 espectadores Árbitro(s): Michel Vautrot |

| 14 de junio de 1990 | Camerún       | 2–1     | Rumania    | Stadio San Nicola, Bari                                       |                                                               |
|                     | Milla 76' 86' | Reporte | Balint 88' | Asistencia: 38,687 espectadores Árbitro(s): Hernán Silva Arce | Asistencia: 38,687 espectadores Árbitro(s): Hernán Silva Arce |

| 18 de junio de 1990 | Camerún | 0–4     | Unión Soviética                                                 | Stadio San Nicola, Bari                                         |                                                                 |
|                     |         | Reporte | Protasov 20' · Zygmantovich 29' · Zavarov 52' · Dobrovolski 63' | Asistencia: 37,307 espectadores Árbitro(s): José Roberto Wright | Asistencia: 37,307 espectadores Árbitro(s): José Roberto Wright |

### Octavos de final
| 23 de junio de 1990 | Camerún         | 2–1 (t. s.) | Colombia   | Stadio San Paolo, Nápoles                                 |                                                           |
|                     | Milla 106' 108' | Reporte     | Redín 115' | Asistencia: 50,026 espectadores Árbitro(s): Tullio Lanese | Asistencia: 50,026 espectadores Árbitro(s): Tullio Lanese |

### Cuartos de final
| 1 de julio de 1990 | Camerún                      | 2–3 (t. s.) | Inglaterra                                 | Stadio San Paolo, Nápoles                                   |                                                             |
|                    | Kundé 61' (pen.) · Ekéké 65' | Reporte     | Platt 25' · Lineker 83' (pen.) 105' (pen.) | Asistencia: 55,205 espectadores Árbitro(s): Edgardo Codesal | Asistencia: 55,205 espectadores Árbitro(s): Edgardo Codesal |